# 烏紇提
烏紇提（うこつてい、373年? - 407年?）は、吐谷渾の首長。またの名を大孩といった。

## 生涯
視連の末子として生まれた。兄の視羆が死去すると、その子の樹洛干らがまだ幼かったため、烏紇提が後を嗣いだ。烏紇提は樹洛干の母の念氏を妻に迎え、慕璝と慕利延が生まれた。
烏紇提の性格は臆病軟弱で、酒色にふけって政治をかえりみず、念氏が国政を専断した。西秦の乞伏乾帰が長安に入ると、烏紇提はたびたび国境を侵犯した。乞伏乾帰はこれに怒って騎兵を率いて吐谷渾を討った。烏紇提は大敗し、1万人あまりを失って南涼に逃れ、南涼で死去した。享年は35。甥の樹洛干が後を嗣いだ。

## 参考資料
- 『晋書』四夷伝
- 『宋書』鮮卑吐谷渾伝
- 『魏書』吐谷渾伝
- 『北史』四夷伝下